# Eisenhut Ferenc

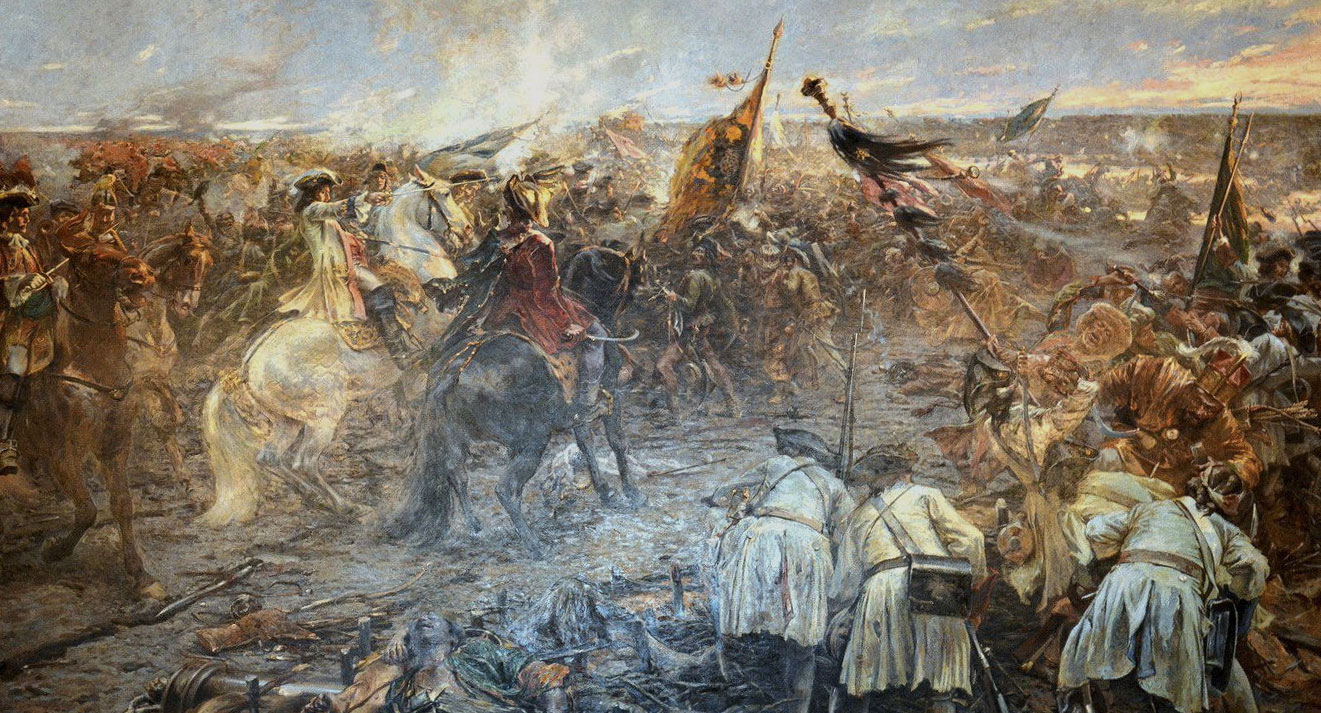
A zentai csata. Eisenhut Ferenc festménye

Eisenhut Ferenc, születési német nevén Franz Xaver Eisenhut (Palánka (Plankenburg), 1857. január 26. – München, 1903. június 2.) kiemelkedő magyarországi dunai sváb realista és orientalista festő. A Osztrák–Magyar Monarchia egyik legjelesebb akadémikus festője a 19. század második felében.

## Életpályája
Édesapja Georg Eisenhut palánkai vendéglős, az édesanyja Theresia Sommer dunabökényi dunai svábok voltak. Apja azt szerette volna, ha fia kereskedő lesz, beadta egy vaskereskedésbe inasnak. A fiú festő szeretett volna lenni, s amikor Telepy Károly festő felfedezte a fiatal művészi tehetségét, tehetős palánkai polgárok anyagi segítségével Budapesten elkezdhette képezni magát az Magyar Királyi Mintarajziskola és Rajztanárképzőben, ahol Székely Bertalan és Greguss János tanítványa volt (1875–1877). Később Münchenben a Királyi Művészeti Akadémián (Akademie der Bildenden Künste) folytatta festői tanulmányait. Ott Benczúr Gyula, Ludwig Löfftz, Franz Seitz és Wilhelm von Diez művész-professzoroknál tanult (1877–1883).
Az Akadémia befejezése után két alkalommal keleti utat tett a Kaukázus vidékére (Batumi, Tiflisz, Gunib, Derbent, Dagesztán, Baku). Évente 7–8 hónapig tartózkodott ott, ismerkedett a vidék életével, kultúrájával (1883–1884). Vázlatokat készített, amiket Münchenben felhasznált festményei alkotásához. Kelet fő inspirációs forrása lett művészetének. Festményei autentikusan mutatták meg kelet-világát, s a leghíresebb alkotásai lettek. Nápolyba, és Észak-Afrikában Tunézia és Algéria vidékére utazott (1886–1887, 1891, 1892, 1894). A későbbiekben Egyiptomba és Szíriába tesz tanulmányutakat. Utolsó nagy keleti tanulmányútján feleségével és gyermekével a Buharai emír udvarának vendége lehetett (1899). Gyermeke halálát követően azonban, az utat nem folytatták, feleségével együtt visszatértek Európába és véglegesen Münchenben telepedtek le. Felhagyott az utazásokkal, s ezzel lemondott művészetének egyik alapvető fontosságú inspirációforrásról.
Már az 1880-as évek közepétől kiállításon szerepelt képeivel Budapesten. A Gül baba halála című festménye magyarországi állami aranyérmet nyert (1886). Az első nagy hazai sikert követően müncheni, párizsi és madridi kiállításokon voltak láthatók keleti tárgyú alkotásai. Fiatalon ismert és csodált, megbecsült művésze lett a világnak. Művei megtalálhatók számos európai múzeumban. – A keleti utazások mellett a magyar honfoglalás millenniumi rendezvények éveiben művészetével bekapcsolódott az ünneplésébe. Részt vett Budapesten a millenniumi kiállításon. A magyarság történelméből választott témájú képei nem tartoznak művészetében a nemzetközi elismertségű alkotásai közé.
„A romantika korában meglevő magyar orientalista tájkép és életkép hagyományára, és a magyar kelet-tudatra épülő tevékenységével hozzájárult a magyar városok ébredő képzőművészeti életéhez, és a magyar művészet nemzetközi helyzetének fejlesztéséhez. A magyar művészetet Münchenben segítő, szervező tevékenysége különösen figyelmet érdemlő tényezője munkásságának. Festészetét kitűnő kompozíciós készség, technikai tudás jellemzi. A művészettel szembeni alázatot és kitartást ötvöző művészi öntudat volt sajátja… egyéniségének.”
1903. június 2-án Münchenben történt halála után a város Központi Temetőjében helyezték örök nyugalomra (1903. június 4).

„…haláláig hű maradt iskolájának hagyományaihoz, és a modern művészet áramlatai szinte nyomtalanul suhantak el fölötte. Azok közül a művészek közül való volt, akik alkotásaikban a vonalak és a színek harmóniájának teljes egyenjogúságát dokumentálták és a kompozíció terén is alkalmazkodtak a régi akadémikus szabályokhoz. Keleti tárgyú festményein, melyek élete munkájának a java-részét alkotják, az említett elv érvényesülésén kívül még azt a jellemző vonást is kiemelhetjük, hogy az ő fantáziáját nem annyira a Kelet káprázatos színpompája, mint inkább annak a csodálatos világnak misztikus filozófiája, s a kelet népének egzotikus lélektana ragadta meg, amelynek nem egy érdekes problémáját próbálta vásznain megoldani.”

### A családja
Felesége Adriana Aurelius Reichl (1879–1965) a palánkai cementgyáros Friedrich Reichlnek a lánya, és Raichle J. Ferenc híres építészének unokahúga volt. Házasságuk (1897) után több időt töltöttek Palánkán is. Három gyerekük született. Az első kislány a házaspár közel-keleti útján, Szamarkandban halt meg (Mária, Tamara (1900–1901). Az özvegy a két gyermekével – Judit (1901–1949) és Ferenc (1903–1942) – a palánkai családi házban lakott, ahol a ház szalonjában kiállította férjének, a birtokában maradt képeit. Ifj. Einshut Ferenc – Martin Blazekkel – Palankán megalapította, a gyorsan ismertté vált Merkur-bőrgyárat (1926). Nemcsak bőrárut gyártottak, hanem sportfelszereléseket is. Feleségül vette az újlaki Bodó Editet (1933). 1941 tavaszán a Bácska visszakerült a Magyar Királysághoz. Újlak, a Duna jobb partján, a németek megszállta Szerbia része maradt. Ifj. Einshut Ferencet az újlaki szőlőjében – felesége és két gyereke szeme láttára – szerb ellenállók kegyetlenül meggyilkolták (1942. október 3.) A család 1944 végén elmenekült a városból, véglegesen elhagyták Palánkát, és a Bácskát.

## Legnevezetesebb alkotásai
- Tanulmány; Tanulmányfej; Korán általi gyógyítás (1883),
- Gül Baba halála (1886. – a magyar király tulajdona volt – ma az ankarai magyar nagykövetség épületében látható),
- Kígyót etető bűvészek (1887),
- Rabszolgavásár (1888),
- A kegyvesztett (1889 magántulajdon),
- Tuniszi kávéház; Ítélet előtt (1890),
- Álom (1891. – a magyar Nemzeti Múzeum tulajdona),
- Gyermekiskola Kairóban; Az első fátyol vásárlása (1892),
- A figyelmes őr; Háremben; Az új kedvenc bemutatása (1893. – az utóbbi magántulajdon),
- A budapesti New York-palota földszinti kávéházának mennyezeti freskója (1894. – Magyar Mannheimer Gusztávval),
- Kakasviadal Kairóban (1894),
- Mámorban 1 (1895),
- Írástudó (1896, magántulajdona),
- A zentai csata (1896. – Bács-Bodrog vármegye tulajdona, ma Zomborban a volt-megyeházában látható),
- Petőfi illusztrációk (1899, 1900),
- Népünnepély a Kaukázusban; Bokharai börtön; Szamarkandi vásár (1900),
- Cserkesz tánc (1901),
- Hadi zsákmány elosztása (1901. – a bajor állam tulajdona),
- Hadizsákmány (1902 München 156x265 cm; magántulajdon)
- A kegyvesztettek; Hunyadi János kirohanása a nándorfehérvári várból 1456-ban (1902. – a magyar állam tulajdona),
- Álmodozás; A mesemondó; Büntetés (1903).